# Урбанек, Карел
Карел Урбанек (чеш. Karel Urbánek; 22 марта 1941 года, село Бойковице, Моравия) — чехословацкий политик, последний генеральный секретарь ЦК Коммунистической партии Чехословакии (КПЧ) в ноябре—декабре 1989 года. Декларировал возвращение КПЧ к идеям Пражской весны. Ушёл в отставку под давлением Бархатной революции. После отставки занимается бизнесом, состоит в Компартии Чехии и Моравии.

## Железнодорожник и партийный функционер
Родился в чешской крестьянской семье из села Бойковице в Угерске-Градиште Злинского края. Окончил в Вальтице техникум железнодорожного транспорта. В 1962 году вступил в Коммунистическую партию Чехословакии (КПЧ).
В 1962—1973 работал на железных дорогах Моравии. Был поездным диспетчером, потом начальником станции в своём родном селе Бойковице.
С 1973 года на партийной работе. С 1974 занимал различные посты в южноморавской областной организации КПЧ. Окончил Высшую политическую школу ЦК КПЧ и заочно — Высшую экономическую школу. С 1982 — секретарь, с 1984 1-й секретарь городского комитета КПЧ в Брно. С 1986 — член ЦК КПЧ, с 1988 заведующий организационно-политическим отделом ЦК КПЧ. В ноябре 1988 был кооптирован в высший партийный орган — Президиум ЦК КПЧ, где возглавил вновь созданный Комитет по партийной работе в Чешской Социалистической Республике (ЧСР). В июне 1989 заменил бывшего вице-премьера Йозефа Корчака в качестве депутата Чешского национального совета (законодательный орган ЧСР).

## Последний генеральный секретарь
17 ноября 1989 студенческая демонстрация в Праге положила начало антикоммунистической Бархатной революции. Массовые протесты вынудили руководство КПЧ к серьёзным уступкам. Группа влиятельных деятелей, ориентированных на советскую перестройку во главе с Любомиром Штроугалом и Ладиславом Адамецем настояла на крупных кадровых изменениях.
24 ноября чрезвычайный пленум ЦК КПЧ отстранил Милоша Якеша от должности генерального секретаря. На этот пост был избран Карел Урбанек — малоизвестный в стране и не имевший особо одиозной репутации. Такая фигура в новых условиях представлялась в КПЧ оптимальной. В то же время кандидатуру Урбанека поддержал Густав Гусак, не вошедший в новый состав руководства партии, но ещё рассчитывавший сохранить президентский пост и нуждавшийся в управляемом генеральном секретаре.
К. Урбанек был противником подавления оппозиционных демонстраций полицейскими силами, партийной милицией и тем более армейскими подразделениями (к чему склонялись консервативно-сталинистские элементы КПЧ типа Мирослава Штепана). В своих программных выступлениях Урбанек признавал совершённые партией ошибки и заявлял о намерении КПЧ впредь идти путём Пражской весны. Характерно, что значительная часть первого телевизионного выступления Урбанека в качестве генерального секретаря 25 ноября 1989 года была обращена к творческой интеллигенции — писателям, артистам, драматургам.
В начале декабря 1989 года участвовал в переговорах с Гражданским форумом. Выражая мнение большинства наблюдателей, журнал «Посев» характеризовал Урбанека как «человека в общем безобидного». Однако в стремительно менявшейся ситуации новый генсек уже выглядел фигурой, чересчур связанной с прежним руководством. К тому же его призывы к развитию в рамках социализма звучали уже как безнадёжно устаревший догматизм.
Вацлав Гавел выражал уверенность, что Урбанек является временной фигурой и быстро уступит место более молодому, энергичному и амбициозному Василю Могорите. Так и произошло 20 декабря 1989 года.
Таким образом, высшим руководителем КПЧ К. Урбанек пробыл меньше месяца. Однако на этот период пришлись ключевые решения по демонтажу монопольной власти КПЧ — в том числе это отмена статьи Конституции ЧССР о руководящей роли коммунистической партии.

## В новой Чехии
После отставки ему, как бывшему железнодорожнику, предложили работу сцепщика вагонов. Он отклонил это предложение, длительное время был без работы, потом занялся бизнесом. Вернулся в Брно, где сохранил связи во влиятельных кругах и приобрёл пакет акций сельскохозяйственной компании.
От активной политики отошёл, но состоит в Коммунистической партии Чехии и Моравии (учреждена в марте 1990 на основе чешских организаций КПЧ). Время от времени выступает на партийных мероприятиях. Вспоминая 1989 год, утверждает, что не стремился занимать высшую партийную должность, считал более подходящей кандидатуру Штроугала. Считает главной ошибкой КПЧ полицейский разгон студенческой демонстрации 17 ноября. Позиционируется как сторонник демократического социализма в духе Пражской весны.